# Lista de prêmios e indicações recebidos por Haim
Haim ( /ˈhaɪ.əm/ HY-əm e estilizado como HAIM) é uma banda americana de pop rock de Los Angeles, Califórnia. A formação consiste de três irmãs, Este, Danielle e Alana Haim, e o baterista Dash Hutton. O grupo já lançou um EP, para Sempre, e um álbum Dias se foram, tanto dos que alcançaram o sucesso comercial e crítico. Em 2015, recebeu seu primeiro Grammy com a nomeação para Melhor Novo Artista (Best New Artist). Em 2020, foram indicadas para dois Grammy, com o álbum "Women in Music Pt. III".
HAIM recebeu um total de 5 prêmios a partir das 717 indicações recebidas.

## Brit Awards
Brit Awards são os prêmios anuais de música pop da British Phonographic Industry. Haim recebeu um prêmio de três indicações.
| Ano  | Trabalho | Prêmio              | Resultado |
| ---- | -------- | ------------------- | --------- |
| 2014 | Haim     | International Group | Indicado  |
| 2018 | Haim     | International Group | Indicado  |
| 2021 | Haim     | International Group | Venceu    |

## Grammy Awards
O Grammy Awards é um programa de prêmios de música anual realizado pela  National Academy of Recording Arts and Sciences dos Estados Unidos para realizações notáveis na indústria discográfica. Haim foi nomeado para três prêmios.
| Ano  | Trabalho               | Prêmio                    | Resultado |
| ---- | ---------------------- | ------------------------- | --------- |
| 2015 | Haim                   | Best New Artist           | Indicado  |
| 2020 | Women in Music Pt. III | Álbum do Ano              | Indicado  |
| 2020 | The Steps              | Melhor Perfomance de Rock | Indicado  |

## MTV Awards
A MTV é um canal de televisão por satélite e de satélite básico pertencente ao MTV Networks Music & Logo Group, uma unidade da divisão Viacom Media Networks da Viacom. Haim não recebeu nenhum prêmio de uma indicação.
| Ano  | Trabalho | Prêmio             | Resultado |
| ---- | -------- | ------------------ | --------- |
| 2012 | Haim     | Brand New for 2013 | Indicado  |

## NME Awards
O NME Awards é um programa anual de prêmios de música no Reino Unido, fundado pela revista de música NME (New Musical Express). Haim recebeu três prêmios de sete indicações.
| Ano  | Trabalho   | Prêmio                    | Resultado |
| ---- | ---------- | ------------------------- | --------- |
| 2013 | Alana Haim | Best Twitter              | Venceu    |
| 2014 | Haim       | Best Live Band            | Indicado  |
| 2014 | Haim       | Best International Band   | Venceu    |
| 2014 | Haim       | Best Fan Community        | Indicado  |
| 2014 | "Falling"  | Best Music Video          | Indicado  |
| 2014 | Alana Haim | Best Band Blog or Twitter | Venceu    |
| 2014 | Este Haim  | Hero of the Year          | Indicado  |

## Sound of...
Sound of ... é uma pesquisa anual da BBC sobre críticas musicais e figuras da indústria para encontrar o talento musical mais promissor da música. Haim recebeu um prêmio de uma indicação.
| Ano  | Trabalho | Prêmio        | Resultado |
| ---- | -------- | ------------- | --------- |
| 2012 | Haim     | Sound of 2013 | Venceu    |

## World Music Awards
O World Music Awards é uma cerimônia de premiação internacional que honra anualmente os artistas com base em números de vendas mundiais fornecidos pela International Federation of the Phonographic Industry . A banda não recebeu nenhum prêmio de quatro indicações.
| Ano  | Trabalho      | Prêmio        | Resultado |
| ---- | ------------- | ------------- | --------- |
| 2014 | Haim          | Best Band     | Indicado  |
| 2014 | Haim          | Best Band Act | Indicado  |
| 2014 | Days Are Gone | Best Album    | Indicado  |
| 2014 | "The Wire"    | Best Song     | Indicado  |